# جامعة كوريا (اليابان)
جامعة كوريا هي جامعة تقع في كودايرا، طوكيو. تأسست الجامعة من قبل الناشطين الكوريين وبدعم من سفارة كوريا الشمالية في 10 أبريل 1956.
تحوي الجامعة على كليات من فترة أربعة سنوات في اختصاصات العلوم السياسية، الأدب، التاريخ، الجغرافيا، الإدارة، اللغات الأجنبية، العلوم والتقنية.
تلقت الجامعة دعماً من حكومة كوريا الشمالية بدءاً من عام 1957 فمثلاً في عام 2002 استلمت الجامعة مبلغ 132420000 ين ياباني بتعليمات من كيم جونغ إل.

## وصلات خارجية
- موقع الجامعة باللغة الكورية
- موقع الجامعة باللغة اليابانية